# Močová trubice
Močová trubice (latinsky: Urethra, řecky: ουρήθρα, Ourethra) je trubicovitý orgán, který odvádí moč z močového měchýře pryč z těla. Odvod moči regulují dva svěrače (vnitřní, který nejde ovládat vůlí, a vnější, jenž je vůlí ovlivnitelný). U žen je močová trubice rovná a dlouhá zhruba 4 cm. U mužů je esovitě prohnutá, dlouhá 12–25 cm a kromě odvodu moči slouží i jako pohlavní vývodní cesta, která odvádí sperma. Za den člověk vyprodukuje asi 2–3 litry moči. Proces zbavování se moči z močového měchýře přes močovou trubici ven z těla se nazývá močení.

## Anatomie

### Ženská močová trubice
Ženská močová trubice (lat. Urethra feminina) má jednoduchý hvězdicovitý průřez a je zhruba 4 cm dlouhá a 6–8 mm široká. Její vývod (ostium urethrae externum) je přibližně 2–3 cm pod klitorisem, mezi klitorisem a vagínou do poševní předsíně (vestibulum vaginae). Ženská močová trubice odpovídá horní části mužské močové trubice. Sliznice tu vytváří záhyby, takže má v průřezu hvězdicovitý tvar. Ženská močová trubice v důsledku tvaru a malé délky umožňuje poměrně lehké a časté vniknutí infekce do močového měchýře (záněty jsou u žen o mnoho častější než u mužů). Ženská močová trubice je i relativně široká 6–8 mm a při znecitlivění lze rozšířit až na 2 cm.

### Mužská močová trubice
Mužská močová trubice (lat. Urethra masculina) je dlouhá zhruba 12–25 cm. Vychází ze dna močového měchýře přes ostium urethrae internum, poté prochází předstojnou žlázou (prostatou) a diaphragma urogenitale. Dále vstupuje do penisu, kde končí otvorem v žaludu (ostium urethrae externum). Úsek od prostaty je u mužů zároveň pohlavní vývodní cestou. Sliznici mužské močové trubice tvoří v horní části přechodný epitel, v dolní části vícevrstevný epitel a v koncové části – žaludu – (fossa navicularis) plochý epitel.
Mužská močová trubice se skládá ze čtyř částí:
- První úsek (pars intramuralis) prostupuje stěnou močového měchýře a v závislosti na jeho naplněnosti je dlouhý 0,5–1,5 cm.
- Druhý úsek (pars prostatica) neboli prostatická část prochází prostatou a je dlouhá zhruba 2,5 cm.
- Třetí úsek (pars membranacea) neboli membranózní uretra vede tzv. membranózním úsekem a jedná se o nejužší místo močové trubice.
- Čtvrtý úsek (pars spongiosa) neboli spongiózní či kavernózní uretra je nejdelší úsek mužské močové trubice, který vede spongiózním tělesem penisu a končí v zevním ústí močové trubice (otvor na vrcholu penisu).[3] Tato část močové trubice je dlouhá v závislosti na velikosti penisu.

První tři úseky se označují jako zadní močová trubice, čtvrtý jako přední močová trubice. V oblasti mezi třetím a čtvrtým úsekem do močové trubice ústí Cowperovy žlázy.